# 24280 Rohenderson
24280 Rohenderson là một tiểu hành tinh vành đai chính với chu kỳ quỹ đạo là 1310.9199523 ngày (3.59 năm).
Nó được phát hiện ngày 10 tháng 12 năm 1999.